# Gustav Adolfs distrikt, Västergötland
Gustav Adolfs distrikt är ett distrikt i Habo kommun och Jönköpings län. 
Distriktet ligger vid Vätterns västra strand, norr om Habo. 

## Tidigare administrativ tillhörighet
Distriktet inrättades 2016 och utgörs av socknen Gustav Adolf i Habo kommun.
Området motsvarar den omfattning Gustav Adolfs församling hade vid årsskiftet 1999/2000.